# Art Official Intelligence: Mosaic Thump
Art Official Intelligence: Mosaic Thump è il quinto album in studio del gruppo musicale statunitense De La Soul, pubblicato l'8 agosto 2000 dalla Tommy Boy Entertainment e Warner Records.

## Accoglienza
| Recensione           | Giudizio |
| -------------------- | -------- |
| AllMusic             |          |
| Entertainment Weekly | B+       |
| NME                  |          |
| Rolling Stone        |          |

Art Official Intelligence: Mosaic Thump ha ottenuto recensioni positive da parte dei critici musicali. Su Metacritic, sito che assegna un punteggio normalizzato su 100 in base a critiche selezionate, l'album ha ottenuto un punteggio medio di 75 basato su ventisei recensioni.

## Tracce
1. Spitkicker.com/Say R. (Intro) – 1:19
2. U Can Do (Life) – 4:23
3. My Writes (feat. Tash & J-Ro of Tha Alkaholiks & Xzibit) – 5:29
4. Oooh. (feat. Redman & Pharoahe Monch) – 5:24
5. Thru Ya City (feat. D.V. Alias Khrist) – 3:29
6. I.C. Y'All (feat. Busta Rhymes) – 3:21
7. View – 4:18
8. Set the Mood (feat. Indeed) – 4:23
9. All Good? (feat. Chaka Khan) – 4:59
10. Declaration – 2:56
11. Squat! (feat. Mike D & Ad Rock of Beastie Boys) – 4:14
12. Words from the Chief Rocker (feat. Busy Bee Starski) – 1:01
13. With Me – 4:50
14. Copa (Cabanga) – 4:06
15. Foolin' – 4:22
16. The Art of Getting Jumped – 3:48
17. U Don't Wanna B.D.S. (feat. Freddie Foxxx) – 4:13

## Successo commerciale
Art Official Intelligence: Mosaic Thump ha esordito al 9º posto della Billboard 200 con 81 000 copie vendute, segnando il loro primo ingresso nella top 10 della classifica statunitense. L'album è rimasto 12 settimane in classifica.

## Classifiche
| Classifica (2000) | Posizione massima |
| ----------------- | ----------------- |
| Australia         | 32                |
| Austria           | 31                |
| Belgio (Fiandre)  | 29                |
| Canada            | 18                |
| Finlandia         | 35                |
| Francia           | 26                |
| Germania          | 16                |
| Norvegia          | 29                |
| Paesi Bassi       | 25                |
| Regno Unito       | 22                |
| Stati Uniti       | 9                 |
| Svezia            | 27                |
| Svizzera          | 25                |